# Lilla Acktjärnen (Hedemora socken, Dalarna)
Lilla Acktjärnen är en sjö i Hedemora kommun i Dalarna och ingår i Dalälvens huvudavrinningsområde.